# Rashtriya Lok Dal
Rashtriya Lok Dal ("Nationella folkpartiet"), ett politiskt parti baserat i delstaten Uttar Pradesh i Indien, en fortsättning på Bharatiya Kisan Kamgar Party. Partiet erövrade 2 mandat i Lok Sabha vid valen 1999, och 3 mandat vid valen 2004.